# Detection Club

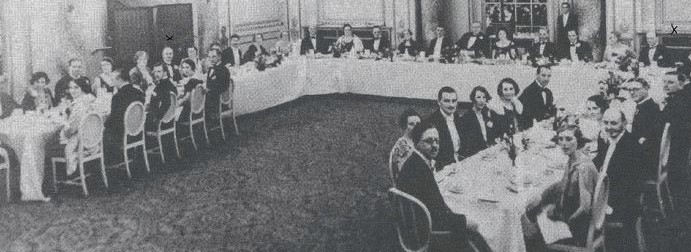

Le Detection Club est une association d'auteurs britanniques de romans policiers, créé en 1930.

## Historique
Fondé à l'instigation de Anthony Berkeley Cox, ce club attire dès sa fondation les auteurs reconnus de « l'âge d'or » du roman d'énigme, tels que Agatha Christie, Dorothy L. Sayers, G. K. Chesterton, Freeman Wills Crofts, John Rhode et la Baronne Orczy.
Chaque nouveau membre est admis après une cérémonie protocolaire ludique lors de laquelle il doit prêter serment. Les auteurs admis se retrouvent à intervalles réguliers pour des dîners et pour discuter d'aspects techniques de l'écriture du récit policier. Ils se font un point d'honneur de respecter un code de déontologie dans leurs œuvres, afin de donner aux lecteurs une juste chance de découvrir l'assassin : ce code en dix points, établi par Ronald Knox, est connu sous le nom de Décalogue de Knox.  Plusieurs membres, dans le cadre du club, ont collaboré à l'écriture de récits policiers ensuite publiés sous leur signature commune, notamment L'Amiral flottant sur la rivière Whyn.
En 1936, John Dickson Carr est le premier écrivain non-britannique à être invité à joindre les rangs du Detection Club.
Le Detection Club existe encore à l'heure actuelle et est présidé par le britannique Martin Edwards depuis novembre 2015.

## Présidents
- 1930-1936 : G. K. Chesterton
- 1936-1949 : E. C. Bentley
- 1949-1957 : Dorothy L. Sayers
- 1957-1976 : Agatha Christie
  - Lord Gorell est vice-président de 1958 à 1963
- 1976-1985 : Julian Symons
- 1985-2000 : H. R. F. Keating
- 2000-2015 : Simon Brett
- Depuis 2015 : Martin Edwards

## Serment
Chaque nouveau membre est admis après une cérémonie protocolaire ludique au cours de laquelle il doit prêter serment.
Le chef de la cérémonie pose plusieurs questions au candidat qui y doit répondre par la positive :
« Promettez-vous que votre détective résoudra les crimes qui lui sont présentés, en utilisant l'esprit que vous avez bien voulu lui accorder, et de ne pas utiliser la révélation divine, l'intuition féminine, la tricherie, la coïncidence ou tout acte de Dieu ? Jurez-vous de ne jamais cacher au lecteur un indice essentiel à l'enquête ? Promettez-vous de n'utiliser qu'avec modération les gangs, les conspirations, les rayons de la mort, les fantômes, l'hypnotisme, les passages secrets, les chinois, les super-criminels et les lunatiques, et de renoncer à tout jamais aux mystérieux poisons inconnus de la Science ? Honorerez-vous le Roi des anglais ? »
Le chef de la cérémonie demande au candidat de préciser ce qu'il tient de plus cher au monde (X), puis lui pose la question :
« Jurez-vous sur (X) de tenir fidèlement les promesses que vous avez faites aussi longtemps que vous serez Membre du Club ? »
Et le candidat doit répondre :
« Tout cela je le jure. Et je promets, en outre, d'être loyal au Club, de ne jamais voler ou dévoiler une intrigue ou tout autre secret qui m'a été communiqué avant sa publication par un autre Membre, que ce soit sous l'effet de l'alcool ou autre. »
Le chef de la cérémonie demande à l'audience :
« Si un Membre est contre l'intégration qu'il se déclare... Acclamez-vous donc (Candidat) en tant que Membre de notre Club ? »
L'assemblée crie pour exprimer son approbation et lorsque le silence est revenu, le chef de la cérémonie dit ces derniers mots :
« (Candidat) vous êtes dûment élu Membre du Detection Club, et si vous échouez à tenir vos promesses, que les autres écrivains anticipent vos intrigues, que vos éditeurs revoient votre contrat à la baisse, que les anonymes vous poursuivent pour diffamation, que les pages de vos livres soient remplies de coquilles et que vos ventes diminuent inexorablement. Amen. »

## Œuvres
- L'Amiral flottant sur la rivière Whyn (The Floating Admiral, 1931)
- Ask A Policeman (1933)
- Six Against The Yard (1936)

## Liste des membres
Liste non exhaustive des membres du Detection Club avec leur année d'entrée :

### Mise en abîme
Le roman graphique intitulé Le Detection Club de Jean Harambat met en scène les premiers membres du Detection Club, sous la houlette d'Agatha Christie et de G.K. Chesterton, aux prises à une intelligence artificielle prête à dissoudre la littérature dans la technologie, dans la "machine".